# Ormosia holerythra
Ormosia holerythra är en ärtväxtart som beskrevs av Adolpho Ducke. Ormosia holerythra ingår i släktet Ormosia och familjen ärtväxter. Inga underarter finns listade i Catalogue of Life.